# 일본삼대실록
일본삼대실록(일본어: 日本三代実録 니혼산다이지쓰로쿠[*])은 헤이안 시대의 일본에서 편찬된 역사서인 육국사의 여섯 번째에 해당된다.